# Edificio Medrano 172
El edificio en Medrano 172 es uno de los primeros ejemplos notables de arquitectura postmoderna en Buenos Aires, y a pesar de ser desconocido por la sociedad en general, suscitó un fuerte debate dentro de la comunidad arquitectónica, y fue centro tanto de admiración como de ácidas críticas por diversos autores.
Fue diseñado en 1977 por el estudio de Diana Agrest y Mario Gandelsonas, argentinos radicados en Nueva York (Estados Unidos) que se asociaron con los arquitectos Jorge Feferbaum y Marcelo Naszewski para desarrollar el proyecto. Agrest y Gandelsonas se destacaban ya en esa época por su trayectoria docente y teórica, por lo cual presentaron el edificio de Medrano 172 con una extensa entrevista en la revista de arquitectura Summa, en septiembre de 1983, cuando la construcción ya estaba finalizada.
El edificio fue construido en un terreno de 385 m², ubicado entre medianeras sobre la arbolada avenida Medrano a metros de su cruce con la avenida Díaz Vélez (barrio de Almagro), con los lotes vecinos ocupados por una antigua residencia tipo petit hotel y del otro lado una torre con basamento, que ocupa la esquina. La zona es principalmente residencial, pero la avenida Medrano tiene además un fuerte uso comercial de escala barrial, por lo cual el edificio incluyó locales para alquiler en la planta baja.
Con una fachada fuertemente simétrica, con cierta alusión tanto en los materiales como en los aventanamientos al Cementerio de San Cataldo, obra del arquitecto Aldo Rossi e hito fundacional del posmodernismo. Revestida completamente en ladrillo común y sin ningún tipo de ornamentación aplicada, se destaca por su sobriedad pero especialmente por lo imponente de su entrada principal, enfatizada simbólicamente como un pórtico de triple altura que llega hasta el segundo piso de viviendas. Además, aunque no llega a verse casi desde ningún ángulo desde el nivel de la calle, el frente de Medrano 172 está coronado por una cúpula en cuarto de esfera, también revestida en ladrillo, que encierra la sala de máquinas de los ascensores.

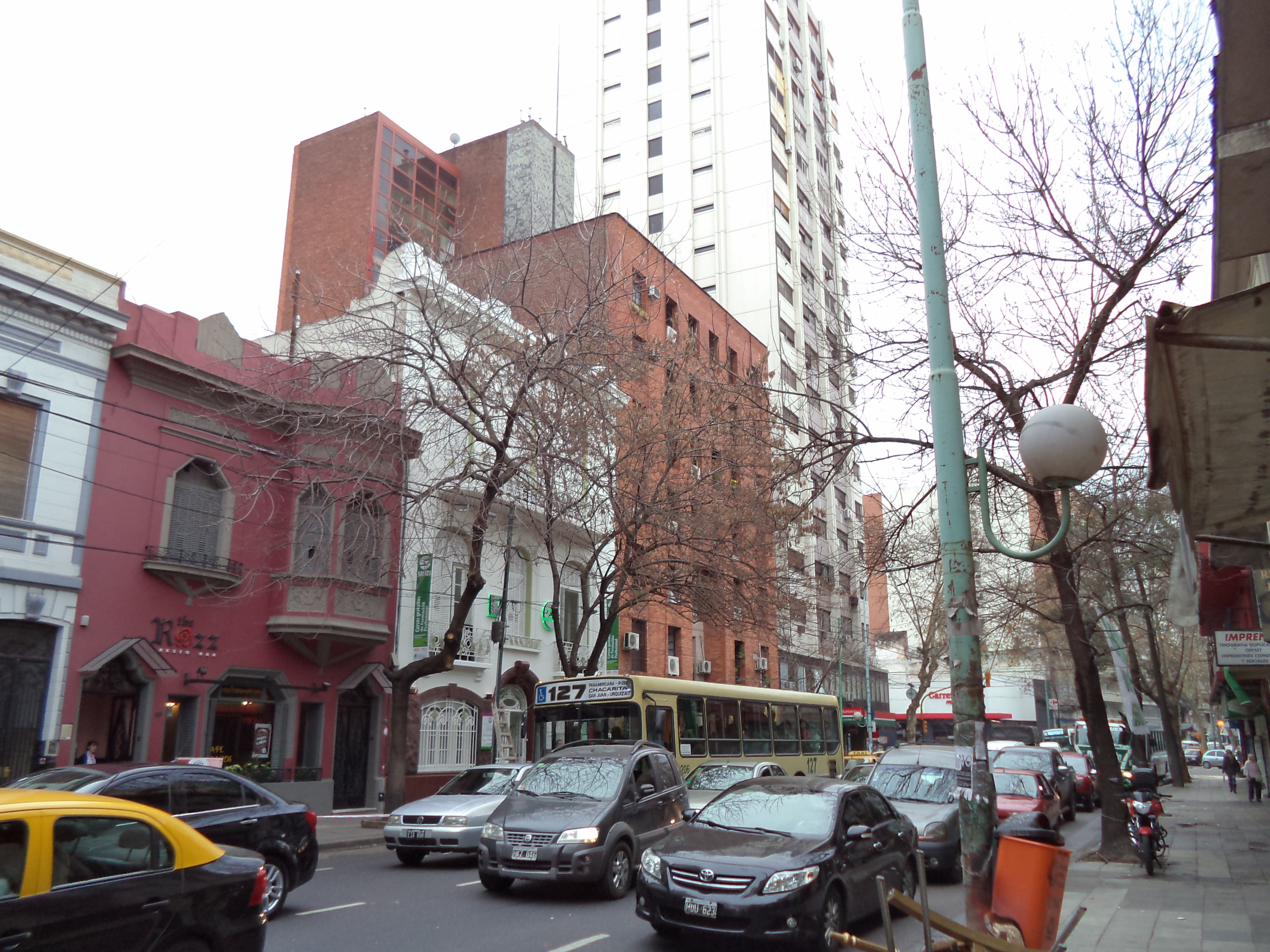
Implantación del edificio en su cuadra.

Se trata por otro lado de un convencional edificio de departamentos en propiedad horizontal, compuesto por dos “cuerpos” o “bloques”, uno de siete plantas de altura que mira al frente, y uno de diez plantas que se ubica hacia el fondo del terreno. Sobre el bloque del frente se distribuyen los locales comerciales, la entrada principal y el acceso a los estacionamientos subterráneos en planta baja, y diez departamentos de tres ambientes; mientras que sobre el bloque del fondo hay catorce departamentos de dos ambientes y dos dúplex que toman los últimos pisos. La fachada del cuerpo del contrafrente contrasta completamente con la del que da a la avenida, ya que está rematada por gran plano vidriado que toma los últimos tres pisos y funciona como telón de fondo. Así, dos patios de aire y luz separan ambos cuerpos, y además queda un patio trasero como jardín.

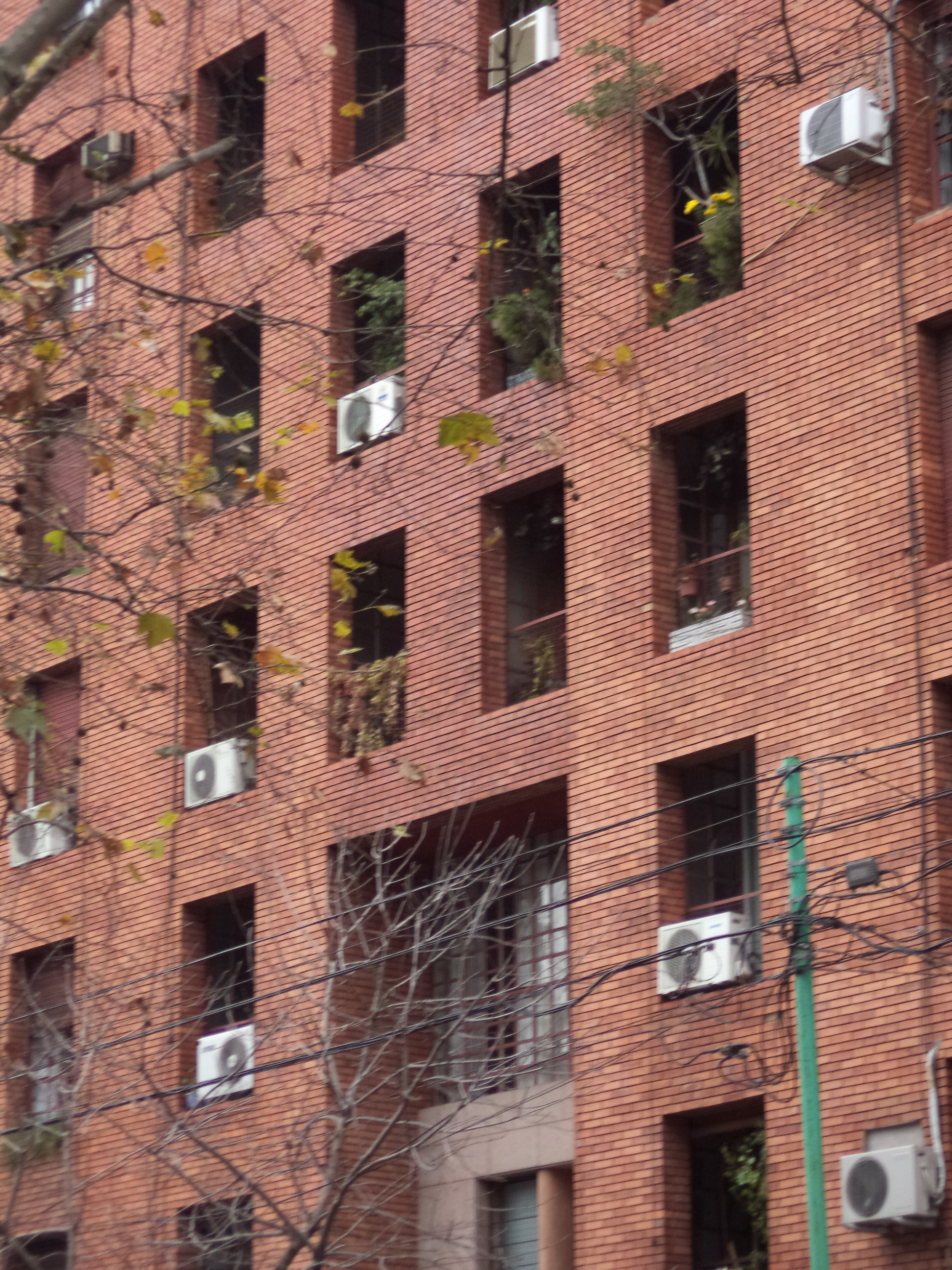
Detalle de la fachada.

En cuanto al diseño, los autores tuvieron en cuenta numerosos detalles muy particulares, como los balcones embutidos, ya que no sobresalen en voladizo sino que son parte de la sala de estar, encerrados por dos planos de vidrio y una entrada lateral, manteniendo así una fachada bidimensional si volúmenes sobresalientes. Los autores destacaron en la entrevista de la revista Summa, un detalle provocativo del proyecto original, en el cual una ventana caía sobre el muro divisorio entre los dos departamentos del frente, por lo que era compartida por ambos propietarios, pudiéndose dar algunas situaciones insólitas como que media ventana estuviera iluminada y la otra a oscuras, etc.
Otro elemento muy trabajado fue la secuencia de acceso al edificio, mediante el gran pórtico sobre la fachada, que conduce al hall en donde el ascensor principal se encuentra en el centro, y es necesario rodearlo para llegar a la escalera imperial, resuelta en dos brazos en una clara alusión a arquitecturas clásicas, conduciendo al primer nivel del edificio del contrafrente, en donde se encuentran las bauleras y depósitos. El ascensor que sirve a este bloque del fondo, sobresale del edificio y se ubica en el exterior, sobre el patio trasero.
Dentro del debate suscitado por lo innovador y provocativo del edificio de Medrano 172, se destacan las críticas sarcásticas realizadas por el arquitecto Mario Sabugo, teórico y docente de Historia de la Arquitectura, quien publicó un ácido artículo en el diario Clarín. Burlándose de la fascinación de buena parte de la comunidad de arquitectos porteños ante la llegada del posmodernismo, Sabugo criticó la relación entre los patios de aire y luz y la superficie construida, la insuficiencia de espacios de guardado y otras cuestiones funcionales, como las columnas estructurales interrumpiendo habitaciones o la idea de los balcones embutidos, a su criterio inútiles.